# Солуха, Виктор Дмитриевич
Ви́ктор Дми́триевич Солуха (1870 — 1937) — член III Государственной думы от Киевской губернии, священник.

## Биография
Православный. Имел 38 десятин церковной земли.
По окончании Киевской духовной семинарии в 1892 году, в течение двух лет одновременно служил учителем, законоучителем и псаломщиком.
В 1894 году был рукоположен в священники, священствовал в селе Македоны Каневского уезда. Состоял миссионером и помощником благочинного.
В 1907 году был избран членом III Государственной думы от Киевской губернии. Входил во фракцию октябристов, со 2-й сессии — во фракцию прогрессистов, а с 3-й сессии состоял беспартийным. Состоял членом комиссий по делам православной церкви и продовольственной.
Благодаря сохранившимся записям метрических книг, известно, что работал священником в церкви села Македоны Каневского уезда Киевской губернии как минимум до 1921 года. Первая запись в метрической книге с.Македоны, заверенная Виктором Дмитриевичем Солухой, датирована 02.07.1903 г. (старый стиль).